# Caboclo
Als Caboclos werden Mischlinge aus Indios und Europäern bezeichnet. Das Wort geht auf einen Begriff der Tupi zurück, der kaa'boc, „von Weißen herkommend“ lautet.
Caboclos leben vor allem in den kleineren Orten am Unterlauf des Amazonas (östlich von Manaus, z. B. Parintins).
Im übertragenen Sinn wird der Begriff auch als Schimpfwort für wenig vertrauenswürdige oder betrügerische Menschen gebraucht.
In der ebenfalls in Brasilien beheimateten synkretistischen Religion Umbanda sind (weibliche) Caboclas und (männliche) Caboclos spezifische spirituelle Wesen.